# Sommet des BRICS 2025
Le sommet des BRICS 2025 aussi appelé sommet de Rio de Janeiro, est le 17e sommet des BRICS+ qui s'est tenu du 6 au 7 juillet 2025 à Rio de Janeiro au Brésil.
Pour la première fois depuis 2013, le président chinois Xi Jinping ne se rend pas au sommet des BRICS.